# Новые Ичалки
Новые Ичалки — село в Ичалковском районе Республики Мордовия России. Входит в состав Оброчинского сельского поселения.

## География
Расположено на р. Алатырь, в 18 км от районного центра и 10 км от железнодорожной станции Оброчное.

## История
Название-аналогия. Основано после 1861 г. переселенцами из с. Ичалки. В 1930 году в Новых Ичалках было 198 дворов (980 чел.). В 1932 году был создан колхоз им. Будённого. С 1959 г. в Новых Ичалках — цех растениеводства откормочного совхоза «Кемлянский», с конца 1980-х гг. — колхоз «Новоичалковский»; в 1997 году земли хозяйства переданы в аренду племенному конезаводу «Мордовский».

## Население
| 2002 | 2010 |
| ---- | ---- |
| 216  | ↘109 |

Национальный состав
Согласно результатам переписи 2002 года, в национальной структуре населения русские составляли 38 %, мордва-эрзя − 60 %

## Источник
- Энциклопедия Мордовия, А. А. Ксенофонтова.